# Christian Eriksen
Christian Dannemann Eriksen (Middelfart, 14 febbraio 1992) è un calciatore danese, centrocampista svincolato della nazionale danese.
Considerato uno dei più forti giocatori della storia del calcio danese, nonché uno dei migliori centrocampisti della sua generazione, si è formato ed affermato nell'Ajax, con cui ha vinto tre campionati olandesi consecutivi (2010-2011, 2011-2012 e 2012-2013), una Coppa dei Paesi Bassi (2009-2010) e una Supercoppa dei Paesi Bassi (2013). Nel 2013 è passato al Tottenham, con cui ha raggiunto una finale di UEFA Champions League (2019). Dal 2020 al 2021 ha militato nell'Inter, con cui ha vinto un campionato italiano (2020-2021) e raggiunto una finale di UEFA Europa League (2020). Dopo una breve parentesi al Brentford nella prima parte del 2022, durante l'estate dello stesso anno è stato ingaggiato dal Manchester Utd, con cui ha poi vinto una Coppa di Lega Inglese (2022-2023) e una Coppa d'Inghilterra (2023-2024), oltre a raggiungere nuovamente una finale di UEFA Europa League (2025).
È il primatista di presenze della nazionale danese (144), con cui ha partecipato a tre edizioni dei Mondiali (Sudafrica 2010, Russia 2018 e Qatar 2022) e a tre degli Europei (Polonia-Ucraina 2012, Europa 2020 e Germania 2024).
A livello individuale è stato premiato per quattro volte come calciatore danese dell'anno (2013, 2014, 2015, 2018), record condiviso con Brian Laudrup e Kasper Schmeichel.

## Biografia
È cugino di Mathias e Andreas, anch'essi calciatori. Anche la sorella Louise è una calciatrice, e dal 2022 gioca nella Lazio.
È fidanzato con Sabrina Kvist Jensen, da cui ha avuto due figli.

## Caratteristiche tecniche
È un trequartista ma all'occorrenza, essendo duttile tatticamente, può essere schierato anche come mezzala in un 4-3-3 (ruolo che ha interpretato nella prima parte della carriera all'Ajax) o defilato sull'esterno in un 4-2-3-1. Con Conte all'Inter ha giocato da mezzala sinistra nel 3-5-2 ed in alcune circostanze anche da regista, mentre Ten Hag lo ha arretrato stabilmente a mediano nel suo 4-2-3-1. Abilissimo tecnicamente e nel calciare con entrambi i piedi, è dotato di una classe sopraffina e un'egregia visione di gioco. Queste qualità gli permettono di giostrare al meglio l'azione sul fronte offensivo e di essere un eccellente fornitore di assist. È uno specialista dei calci piazzati, in cui mostra una buona potenza nel tiro.
Date le caratteristiche, è stato paragonato a Wesley Sneijder e a Rafael van der Vaart, oltre che ad uno dei più forti calciatori danesi di ogni epoca, Michael Laudrup.

## Carriera

### Club

#### Esordi tra Middelfart e Odense
Eriksen muove i primi passi nelle giovanili del Middelfart, la squadra della sua città, dove viene allenato dal padre Thomas. A 13 anni passa all'Odense, mettendosi in mostra come uno dei giocatori danesi più promettenti della sua generazione e venendo convocato nelle diverse nazionali giovanili.

#### Ajax

##### 2008-2010: giovanili ed esordio in prima squadra
Su indicazione dell'osservatore John Steen Olsen, nel 2008 ad aggiudicarselo è l'Ajax, che versa un milione di euro all'Odense per aggregarlo nel proprio settore giovanile. Nello stesso anno viene nominato miglior talento danese Under-17.
All'inizio del 2010 viene promosso in prima squadra, scegliendo di vestire la maglia numero 51. Il 17 gennaio 2010 l'allenatore dell'Ajax Martin Jol lo fa esordire in Eredivisie contro il NAC Breda. Il 18 febbraio fa il suo esordio anche in Europa League, in occasione dei sedicesimi di finale contro la Juventus, giocando sia all'andata che al ritorno. Il 25 marzo segna il suo primo gol nella partita di Coppa dei Paesi Bassi vinta per 6-0 contro il Go Ahead Eagles. Gioca anche la finale di ritorno del torneo, che i Lancieri vincono contro il Feyenoord, aggiudicandosi così il primo trofeo della sua carriera. Nella sua prima stagione colleziona 21 presenze e un gol.
Il livello delle prestazioni offerte spinge Jol a paragonarlo ai due campioni olandesi Wesley Sneijder e Rafael van der Vaart e alla leggenda danese Michael Laudrup.

##### 2010-2013: l'affermazione

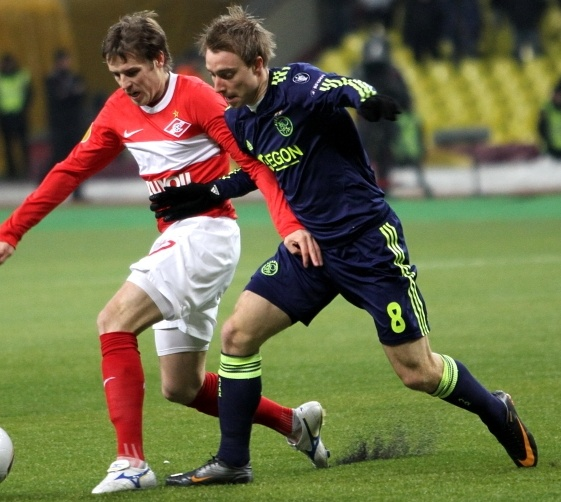
Eriksen con l' in una partita di Europa League contro lo nel 2011

Nella stagione 2010-2011 viene aggregato stabilmente in prima squadra e veste la maglia numero 8. Il 17 febbraio 2011 segna il suo primo gol nelle competizioni UEFA per club nella partita di Europa League contro l'Anderlecht. Il 15 maggio vince l'Eredivisie, battendo nello scontro diretto per 3-1 il Twente. Conclude la stagione con 47 presenze e 8 reti.
Il 30 luglio 2011 gioca da titolare la Supercoppa dei Paesi Bassi contro il Twente, perdendola 1-2. Il 18 ottobre successivo segna il suo primo gol in Champions League nella vittoria esterna per 2-0 contro la Dinamo Zagabria. Il 23 febbraio 2012, ad appena vent'anni compiuti, gioca la sua centesima partita con l'Ajax, in occasione della vittoria esterna per 2-1 contro il Manchester Utd, valida per il ritorno dei sedicesimi di Europa League. Il 2 maggio seguente vince la sua seconda Eredivisie consecutiva con l'Ajax. Conclude la stagione con 44 presenze, impreziosite da 8 gol e 22 assist.
Nella stagione seguente, colleziona la centesima presenza in Eredivisie, in occasione della vittoria per 2-0 contro il Twente del 2 marzo 2013. Il 5 maggio vince la sua terza Eredivisie consecutiva con la maglia dei Lancieri. Conclude la sua miglior stagione a livello personale con 45 presenze totali e 13 gol.
Il 27 luglio 2013 vince la sua prima Supercoppa olandese, battendo l'AZ Alkmaar per 3-2. Disputa le prime quattro partite della nuova stagione di Eredivisie, segnando due reti contro l'AZ e l'Heerenveen, prima di lasciare il club di Amsterdam. Conclude la sua esperienza coi Lancieri con 162 presenze, 32 gol e 66 assist in tutte le competizioni.

#### Tottenham

##### 2013-2016

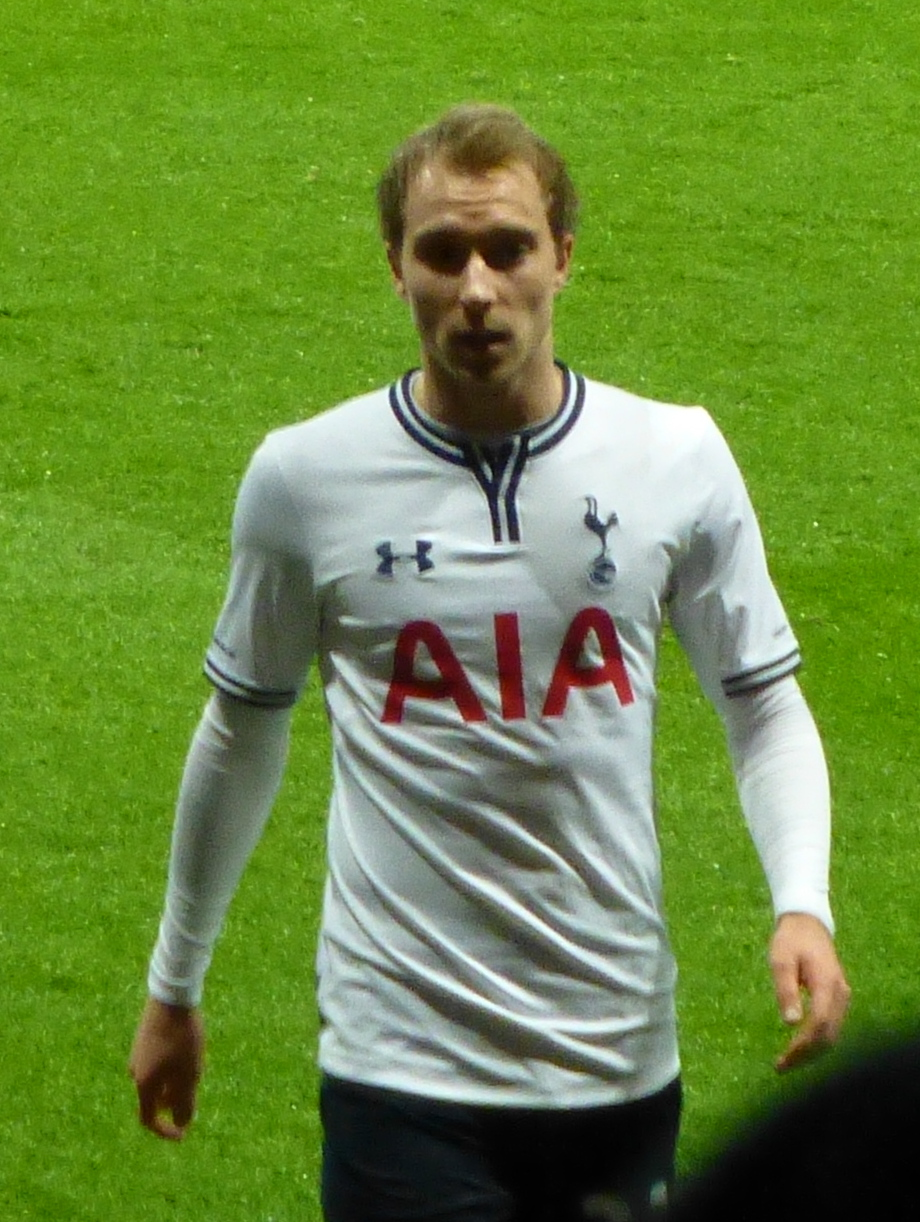
Eriksen con il Tottenham in un derby contro l' nel 2014

Il 31 agosto 2013 viene acquistato dal Tottenham per 13,5 milioni di euro, scegliendo di vestire la maglia numero 23. Il 14 settembre successivo fa il suo debutto in Premier League nella vittoria esterna per 2-0 contro il Norwich City. Cinque giorni dopo realizza una rete in Europa League nella partita vinta per 3-0 contro il Tromsø e si ripete su punizione contro il West Bromwich (1-1) alla diciottesima giornata di campionato. L'11 novembre vince il premio come calciatore danese dell'anno. Il 1º gennaio 2014 realizza una rete contro il Manchester Utd, nella partita terminata per 2-1 in favore degli Spurs. Chiude l'annata 2013-2014 con 36 presenze, 10 gol e 12 assist totali, venendo nominato miglior giocatore della stagione dai fans del Tottenham.
Il primo gol della stagione 2014-2015 arriva alla quarta giornata di campionato contro il Sunderland. Segna poi, alla settima giornata, il gol che decide la partita contro il Southampton, finita 1-0 a favore degli Spurs. Il 10 gennaio 2015 viene nominato calciatore danese dell'anno per la seconda volta consecutiva. Il 28 gennaio sigla una doppietta ai danni dello Sheffield Utd nel ritorno della semifinale di League Cup, partita finita 2-2. Il Tottenham passa lo stesso grazie all'1-0 dell'andata ma in finale perde 2-0 contro il Chelsea. Alla fine della stagione gli Spurs arrivano quinti in campionato, qualificandosi per l'Europa League, ed Eriksen chiude con 48 presenze, 12 gol e 5 assist totali.
Il 4 ottobre, nella partita pareggiata 2-2 in casa dello Swansea City, arrivano i suoi primi due gol della stagione 2015-2016, entrambi realizzati su punizione. L'11 gennaio 2016 viene nominato nuovamente calciatore danese dell'anno, diventando il primo ad ottenere questo premio per tre volte consecutive. Il 16 gennaio segna una doppietta ai danni del Sunderland, nella vittoria casalinga degli Spurs per 4-1. Il 14 febbraio mette a segno il gol che regala la vittoria per 1-2 del Tottenham in casa del Manchester City. Il danese conclude la stagione con 8 reti e 16 assist complessivi, aiutando così gli Spurs a centrare il terzo posto in campionato e la qualificazione diretta per la successiva edizione della Champions League.

##### 2016-2020

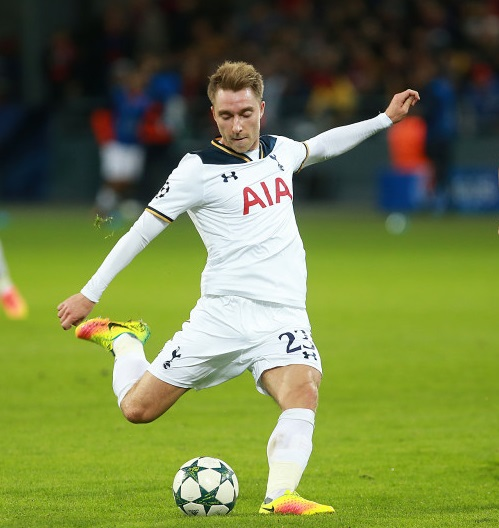
Eriksen con il Tottenham in una partita di Champions League contro il nel 2016

Segna i suoi primi due gol della stagione 2016-2017 il 21 settembre, nella partita di League Cup contro il Gillingham, finita 5-0 per gli Spurs. Nello stesso match indossa per la prima volta la fascia di capitano. Il 26 novembre trova il primo gol in campionato nel match contro il Chelsea, ma non basta al Tottenham per evitare il 2-1 finale in favore dei Blues. Il 3 dicembre mette a segno altri due gol in campionato ai danni dello Swansea City nel match finito 5-0 per il Tottenham. Si ripete il 14 dicembre nella vittoria contro l'Hull City, realizzando due reti nel complessivo 3-0. Chiude la stagione con 12 gol complessivi e 23 assist e viene nominato per la seconda volta miglior giocatore della stagione dai tifosi del Tottenham.
La prima marcatura della stagione 2017-2018 arriva alla quarta giornata di Premier League, nella vittoria per 3-0 sul campo dell'Everton. Segna un altro gol alla sesta giornata contro il West Ham Utd, risultando decisivo nella vittoria per 3-2 degli Spurs e diventando così il miglior marcatore danese della storia della Premier con 33 reti totali. Il 1º novembre mette a segno la prima rete in Champions League con la maglia degli Spurs nella vittoria casalinga per 3-1 ai danni del Real Madrid. Il 9 dicembre colleziona la duecentesima presenza con il Tottenham nella vittoria per 5-1 contro lo Stoke City, andando anche in gol. Il 31 gennaio 2018 segna il suo cinquantesimo con gli Spurs, realizzando una rete nel 2-0 contro il Manchester Utd dopo 10,5 secondi. A fine stagione viene incluso nella Squadra dell'anno della PFA.
Va a segno per la prima volta nella stagione 2018-2019 nella sconfitta per 1-2 in Champions League contro l'Inter; la seconda marcatura nel torneo la realizza ancora contro l'Inter, nella vittoria per 1-0. Il primo gol in Premier League arriva il 15 dicembre 2018 contro il Burnley, partita vinta 1-0. Il 31 marzo 2019, nella sconfitta per 1-2 contro il Liverpool, diventa il primo giocatore dopo David Beckham a fornire almeno 10 assist in quattro stagioni consecutive di Premier League. Tre giorni dopo, in occasione della sua duecentesima apparizione in Premier League, segna un gol nel 2-0 al Crystal Palace. Nel corso della stagione ottiene anche il quarto titolo di calciatore danese dell'anno. Il 1º giugno 2019 gioca da titolare la finale di Champions League, nella quale il Tottenham viene battuto per 2-0 dal Liverpool allo Stadio Wanda Metropolitano di Madrid.
Nella stagione 2019-2020, caratterizzata da un rendimento personale e di squadra al di sotto delle aspettative, totalizza 28 presenze e 3 gol, prima della scelta di lasciare il Tottenham dopo 7 anni. Chiude la sua esperienza con i londinesi con 305 partite giocate e 69 reti segnate in tutte le competizioni.

#### Inter
Il 28 gennaio 2020 viene acquistato dall'Inter per 27 milioni di euro, firmando un contratto valido fino al 30 giugno 2024 da 7,5 milioni netti all'anno più bonus (1,5 milioni). Sceglie di indossare la maglia numero 24. Esordisce da subentrante il giorno successivo in Coppa Italia, nella vittoria per 2-1 contro la Fiorentina. In campionato debutta da titolare il 2 febbraio nella vittoria esterna per 2-0 contro l'Udinese. Il 20 febbraio mette a segno il primo gol con la maglia nerazzurra nell'andata dei sedicesimi di finale di Europa League contro il Ludogorec (2-0). Il 13 giugno segna, direttamente da calcio d'angolo (l'ultimo giocatore interista a riuscirci era stato Recoba nel 2007) il suo primo gol in Coppa Italia nel corso della semifinale di ritorno contro il Napoli (1-1). Il 1º luglio invece realizza la sua prima rete in Serie A nel successo per 6-0 contro il Brescia. Nella finale di Europa League, disputata il 21 agosto e persa dall'Inter per 3-2 contro Siviglia, viene mandato in campo al 78º minuto. In stagione ha comunque delle difficoltà ad adattarsi al modulo dell'allenatore Antonio Conte, che lo utilizza per lo più come riserva.
Nella stagione successiva Eriksen continua a trovare poco spazio nell'undici titolare di Conte, tanto da essere inserito nella lista dei cedibili. Rimasto a Milano e arretrato nel ruolo di regista davanti alla difesa, il 26 gennaio 2021 decide il derby contro il Milan, valido per i quarti di finale di Coppa Italia in gara unica, con un calcio di punizione nei minuti di recupero del secondo tempo, che fissa il risultato sul 2-1. Nelle settimane successive il danese guadagna sempre di più la fiducia del tecnico, venendo impiegato da titolare anche come mezzala. Torna a segnare in Serie A il 18 aprile, siglando la rete del definitivo 1-1 in casa del Napoli. Si ripete due settimane più tardi,  il 1º maggio, quando segna da subentrato nella vittoria esterna per 2-0 contro il Crotone, gol che risulterà decisivo per la conquista dello scudetto con quattro giornate d'anticipo. Conclude poi il campionato con una rete su punizione contro l'Udinese. In tutto sono 4 i gol segnati in 34 partite. La sua rete contro il Milan in Coppa Italia viene votata come la migliore dell'anno dai tifosi interisti.
Nella stagione 2021-2022 figura in rosa ma, a seguito del malore accusato in estate al campionato europeo con la nazionale danese (che ha reso necessario impiantargli un defibrillatore cardiaco sottocutaneo) non viene inserito né nella lista del campionato né in quella della Champions League. Il 17 dicembre 2021, dopo il responso negativo dell'Istituto di Medicina dello Sport del CONI sulla ripresa della pratica agonistica, viene annunciata la risoluzione consensuale del contratto con l'Inter. La sua esperienza in nerazzurro si chiude con 60 presenze complessive, 8 reti e la vittoria di un campionato italiano.

#### Brentford
Il 31 gennaio 2022, dopo essersi allenato per conto suo allo Stadio comunale Riva IV di Chiasso, e per una settimana con lo Jong Ajax, viene ingaggiato a parametro zero dal Brentford, legandosi agli inglesi fino al termine della stagione. Il 26 febbraio seguente, poco più di sette mesi dopo l'arresto cardiaco accusato al campionato europeo, torna a giocare una partita ufficiale, subentrando al connazionale Mathias Jensen nella sconfitta interna contro il Newcastle Utd (0-2), valida per la 27ª giornata di Premier League. La settimana seguente gioca la sua prima da titolare in casa del Norwich City, restando in campo per tutti i 90 minuti e contribuendo alla vittoria finale per 3-1. Segna il primo e unico gol con la nuova maglia il successivo 2 aprile, nella vittoria per 4-1 in casa del Chelsea. Conclude la sua breve esperienza col club londinese collezionando 11 presenze totali e aiutando la squadra a raggiungere una tranquilla salvezza.

#### Manchester United
Rimasto svincolato, dopo la naturale scadenza del suo contratto con il Brentford, il 15 luglio 2022 firma un triennale con il Manchester Utd. Sceglie di indossare la maglia numero 14. Fa il suo debutto da titolare con i Red Devils il 7 agosto seguente, in occasione del match casalingo perso 2-1 contro il Brighton, valido per la prima giornata di Premier League. Grazie alle ottime prestazioni di inizio stagione, con il tecnico Erik ten Hag che lo utilizza prevalentemente in mediana, viene votato come miglior calciatore del mese di settembre dai tifosi dello United. Mette a segno la sua prima rete con la maglia dei Red Devils il successivo 13 novembre, nella gara esterna contro il Fulham, valida per la 16ª giornata di campionato; nella stessa occasione fornisce anche un assist al compagno Alejandro Garnacho per il gol del definitivo 2-1 a favore dello United. Il 26 febbraio 2023 conquista il suo primo trofeo con il club inglese, la Coppa di Lega, pur non essendo convocato per la finale, vinta 2-0 contro il Newcastle Utd, a causa di un infortunio alla caviglia.
Nella sua seconda annata con i Red Devils colleziona 28 presenze complessive, realizzando un solo gol, in occasione del successo casalingo per 3-2 ai danni del Nottingham Forest, valido per la terza giornata di campionato. A fine stagione conquista la FA Cup, pur non scendendo in campo nella vittoriosa finale contro il Manchester City (1-2).
Nell'annata 2024-2025 migliora il suo score complessivo, realizzando 5 reti in 35 presenze fra tutte le competizioni, e contribuendo al raggiungimento della finale di UEFA Europa League, poi persa per 1-0 contro la sua ex squadra, il Tottenham. Al termine della stagione annuncia il suo addio alla naturale scadenza del contratto con i Red Devils.

### Nazionale

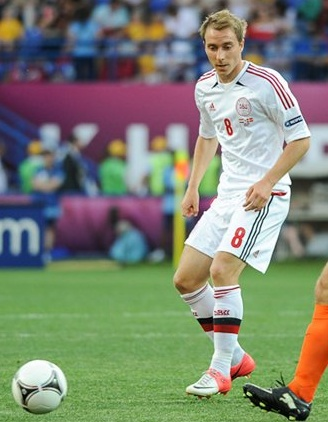
Eriksen con la in una partita degli Europei contro i nel 2012

Dopo aver fatto parte di tutte le selezioni giovanili danesi, dall'Under-17 all'Under-21, il 3 marzo 2010 esordisce con la nazionale maggiore contro l'Austria, diventando il terzo esordiente più giovane della storia della nazionale danese, dopo Harald Nielsen e Michael Laudrup. Viene convocato da Morten Olsen per il campionato del mondo 2010 in Sudafrica, dove gli scandinavi vengono eliminati nella fase a gironi. In questa competizione Eriksen, con i suoi 18 anni, risulta essere il giocatore più giovane. Al termine del Mondiale si afferma come titolare della massima selezione danese, con cui realizza la sua prima rete il 4 giugno 2011, nel successo per 0-2 in casa dell'Islanda, valevole per le qualificazioni ad Euro 2012. Diventa così il più giovane marcatore nella storia della selezione danese, battendo il precedente record di Michael Laudrup per 9 giorni.
L'11 giugno 2011 debutta all'Europeo Under-21 nel match contro la Svizzera. Il 14 giugno seguente realizza la sua prima e unica rete con la nazionale Under-21, nella partita vinta per 2-1 contro i pari età della Bielorussia.
In seguito viene nuovamente convocato in nazionale maggiore per il campionato d'Europa 2012, scendendo in campo in tutte e tre le partite disputate dalla Danimarca, eliminata nella fase a gironi.
Il 7 giugno 2016 mette a segno la sua prima tripletta con la maglia della nazionale nel match contro la Bulgaria, valevole per la Kirin Cup e finito 4-0 in favore dei danesi.
Nelle qualificazioni per il campionato del mondo 2018, anche grazie agli 8 gol segnati da Eriksen, la Danimarca termina il proprio girone al secondo posto con 20 punti, accedendo così agli spareggi. Il 14 novembre 2017, nella gara di ritorno dei play-off contro l'Irlanda, mette a segno una tripletta, risultando decisivo nella vittoria finale per 5-1 e contribuendo così alla qualificazione degli scandinavi dopo il pareggio per 0-0 nella gara di andata. Con questa tripletta arriva a quota 11 reti totali, diventando (a pari merito con Romelu Lukaku) il terzo miglior marcatore delle qualificazioni, dietro solo a Robert Lewandowski e Cristiano Ronaldo.
Viene successivamente convocato per il Mondiale, durante il quale scende in campo in tutte e quattro le partite giocate dai danesi, eliminati ai rigori negli ottavi di finale dalla Croazia (nell'occasione Eriksen sbaglia il suo tiro dal dischetto). Nel corso della competizione realizza una rete ai gironi contro l'Australia.
Il 14 ottobre 2020 raggiunge quota 100 presenze con la selezione danese, in occasione della sfida vinta per 1-0 in casa dell'Inghilterra grazie ad un suo gol su rigore.
Il 28 marzo 2021, con 105 partite giocate, supera Michael Laudrup per numero di presenze in nazionale.
Convocato per la fase finale del campionato d'Europa 2020 (posticipato all'estate 2021 a causa dello scoppio della pandemia di COVID-19), durante la prima partita del Gruppo B, disputatasi il 12 giugno 2021 allo Stadio Parken di Copenaghen contro la Finlandia, è vittima di un arresto cardiaco, accasciandosi a terra privo di sensi durante gli ultimi minuti del primo tempo. Dopo aver ripreso coscienza grazie all'assistenza del suo compagno di squadra Simon Kjær e dallo staff sanitario, viene trasferito in ospedale. La partita viene sospesa per riprendere meno di due ore dopo, con la notizia che le sue condizioni sono stabili, e terminare con la vittoria dei finlandesi per 1-0. A causa del malore il suo Europeo termina anzitempo, ma la Danimarca riesce comunque a raggiungere un'insperata semifinale contro l'Inghilterra, perdendo infine per 2-1 al termine dei tempi supplementari.
Dopo la ripresa dell'attività agonistica, viene nuovamente convocato in nazionale nel marzo del 2022, in vista delle amichevoli contro Paesi Bassi e Serbia. Torna in campo il 26 marzo, proprio nel match contro la nazionale olandese, disputatosi alla Johan Cruijff Arena di Amsterdam. Nella stessa occasione ritrova anche il gol, segnando la rete del momentaneo 3-2 a favore dei padroni di casa (la partita terminerà poi col risultato di 4-2). Si ripete nella successiva amichevole contro la nazionale serba, giocata il 29 marzo a Copenaghen, trovando il gol del definitivo 3-0. Raggiunge così quota 38 reti in nazionale, superando Michael Laudrup e agganciando Preben Elkjær Larsen al quinto posto nella classifica all-time dei migliori marcatori della selezione danese. Il 22 settembre seguente, grazie al gol segnato nella sconfitta per 2-1 contro la Croazia, valida per la quinta giornata di Nations League, supera definitivamente Elkjær, diventando in solitaria il quinto miglior marcatore di sempre nella storia della nazionale danese.
Successivamente viene incluso nella lista dei 26 convocati per il campionato del mondo 2022 in Qatar. Scende in campo in tutte e tre i match disputati dalla Danimarca, eliminata come ultima nel gruppo D.
Il 30 maggio 2024 viene inserito nella lista dei 26 convocati per gli Europei in Germania. Il 16 giugno seguente, a tre anni di distanza dall'arresto cardiaco, va a segno nella sfida della fase a gironi pareggiata 1-1 contro la Slovenia. Questa rete gli consente di raggiungere Ole Madsen al quarto posto nella classifica marcatori della Danimarca, a quota 42.
Il 7 giugno 2025 sigla il gol del definitivo 2-1 nel successo in amichevole contro l'Irlanda del Nord; con questa rete, la sua 45ª in nazionale, supera Pauli Jørgensen, diventando il terzo miglior marcatore nella storia della Danimarca.

## Statistiche

### Presenze e reti nei club
Statistiche aggiornate al 25 maggio 2025.
| Stagione                 | Squadra                  | Campionato               | Campionato | Campionato | Coppe nazionali | Coppe nazionali | Coppe nazionali | Coppe continentali | Coppe continentali | Coppe continentali | Altre coppe | Altre coppe | Altre coppe | Totale | Totale | Totale |
| Stagione                 | Squadra                  | Comp                     | Pres       | Reti       | Comp            | Pres            | Reti            | Comp               | Pres               | Reti               | Comp        | Pres        | Reti        | Pres   | Reti   |        |
| ------------------------ | ------------------------ | ------------------------ | ---------- | ---------- | --------------- | --------------- | --------------- | ------------------ | ------------------ | ------------------ | ----------- | ----------- | ----------- | ------ | ------ | ------ |
| 2009-2010                | Ajax                     | ED                       | 15         | 0          | CO              | 4               | 1               | UEL                | 2                  | 0                  | -           | -           | -           | 21     | 1      |        |
| 2010-2011                | Ajax                     | ED                       | 28         | 6          | CO              | 6               | 1               | UCL+UEL            | 8+4                | 0+1                | SO          | 1           | 0           | 47     | 8      |        |
| 2011-2012                | Ajax                     | ED                       | 33         | 7          | CO              | 2               | 0               | UCL+UEL            | 6+2                | 1+0                | SO          | 1           | 0           | 44     | 8      |        |
| 2012-2013                | Ajax                     | ED                       | 33         | 10         | CO              | 4               | 2               | UCL+UEL            | 6+2                | 1+0                | SO          | 0           | 0           | 45     | 13     |        |
| lug.-ago. 2013           | Ajax                     | ED                       | 4          | 2          | CO              | 0               | 0               | UCL                | 0                  | 0                  | SO          | 1           | 0           | 5      | 2      |        |
| Totale Ajax              | Totale Ajax              | Totale Ajax              | 113        | 25         |                 | 16              | 4               |                    | 30                 | 3                  |             | 3           | 0           | 162    | 32     |        |
| 2013-2014                | Tottenham                | PL                       | 25         | 7          | FACup+CdL       | 1+1             | 0               | UEL                | 9                  | 3                  | -           | -           | -           | 36     | 10     |        |
| 2014-2015                | Tottenham                | PL                       | 38         | 10         | FACup+CdL       | 2+4             | 0+2             | UEL                | 4                  | 0                  | -           | -           | -           | 48     | 12     |        |
| 2015-2016                | Tottenham                | PL                       | 35         | 6          | FACup+CdL       | 4+1             | 1+0             | UEL                | 7                  | 1                  | -           | -           | -           | 47     | 8      |        |
| 2016-2017                | Tottenham                | PL                       | 36         | 8          | FACup+CdL       | 3+1             | 1+2             | UCL+UEL            | 6+2                | 0+1                | -           | -           | -           | 48     | 12     |        |
| 2017-2018                | Tottenham                | PL                       | 37         | 10         | FACup+CdL       | 3+1             | 2+0             | UCL                | 6                  | 2                  | -           | -           | -           | 47     | 14     |        |
| 2018-2019                | Tottenham                | PL                       | 35         | 8          | FACup+CdL       | 0+4             | 0               | UCL                | 12                 | 2                  | -           | -           | -           | 51     | 10     |        |
| 2019-gen. 2020           | Tottenham                | PL                       | 20         | 2          | FACup+CdL       | 2+1             | 0               | UCL                | 5                  | 1                  | -           | -           | -           | 28     | 3      |        |
| Totale Tottenham         | Totale Tottenham         | Totale Tottenham         | 226        | 51         |                 | 28              | 8               |                    | 51                 | 10                 |             | -           | -           | 305    | 69     |        |
| gen.-ago. 2020           | Inter                    | A                        | 17         | 1          | CI              | 3               | 1               | UEL                | 6                  | 2                  | -           | -           | -           | 26     | 4      |        |
| 2020-2021                | Inter                    | A                        | 26         | 3          | CI              | 4               | 1               | UCL                | 4                  | 0                  | -           | -           | -           | 34     | 4      |        |
| 2021-gen. 2022           | Inter                    | A                        | -          | -          | CI              | -               | -               | UCL                | -                  | -                  | SI          | -           | -           | 0      | 0      |        |
| Totale Inter             | Totale Inter             | Totale Inter             | 43         | 4          |                 | 7               | 2               |                    | 10                 | 2                  |             | -           | -           | 60     | 8      |        |
| gen.-giu. 2022           | Brentford                | PL                       | 11         | 1          | FACup+CdL       | -               | -               | -                  | -                  | -                  | -           | -           | -           | 11     | 1      |        |
| 2022-2023                | Manchester Utd           | PL                       | 28         | 1          | FACup+CdL       | 4+4             | 0+1             | UEL                | 8                  | 0                  | -           | -           | -           | 44     | 2      |        |
| 2023-2024                | Manchester Utd           | PL                       | 22         | 1          | FACup+CdL       | 2+0             | 0               | UCL                | 4                  | 0                  | -           | -           | -           | 28     | 1      |        |
| 2024-2025                | Manchester Utd           | PL                       | 23         | 1          | FACup+CdL       | 1+2             | 0+2             | UEL                | 9                  | 2                  | CS          | 0           | 0           | 35     | 5      |        |
| Totale Manchester United | Totale Manchester United | Totale Manchester United | 73         | 3          |                 | 13              | 3               |                    | 21                 | 2                  |             | 0           | 0           | 107    | 8      |        |
| Totale carriera          | Totale carriera          | Totale carriera          | 466        | 84         |                 | 64              | 17              |                    | 112                | 17                 |             | 3           | 0           | 645    | 118    |        |

### Cronologia presenze e reti in nazionale
| Cronologia completa delle presenze e delle reti in nazionale ― Danimarca | Cronologia completa delle presenze e delle reti in nazionale ― Danimarca | Cronologia completa delle presenze e delle reti in nazionale ― Danimarca | Cronologia completa delle presenze e delle reti in nazionale ― Danimarca | Cronologia completa delle presenze e delle reti in nazionale ― Danimarca | Cronologia completa delle presenze e delle reti in nazionale ― Danimarca | Cronologia completa delle presenze e delle reti in nazionale ― Danimarca | Cronologia completa delle presenze e delle reti in nazionale ― Danimarca |
| Data                                                                     | Città                                                                    | In casa                                                                  | Risultato                                                                | Ospiti                                                                   | Competizione                                                             | Reti                                                                     | Note                                                                     |
| ------------------------------------------------------------------------ | ------------------------------------------------------------------------ | ------------------------------------------------------------------------ | ------------------------------------------------------------------------ | ------------------------------------------------------------------------ | ------------------------------------------------------------------------ | ------------------------------------------------------------------------ | ------------------------------------------------------------------------ |
| 3-3-2010                                                                 | Vienna                                                                   | Austria                                                                  | 2 – 1                                                                    | Danimarca                                                                | Amichevole                                                               | -                                                                        | 57’                                                                      |
| 27-5-2010                                                                | Aalborg                                                                  | Danimarca                                                                | 2 – 0                                                                    | Senegal                                                                  | Amichevole                                                               | -                                                                        | 72’                                                                      |
| 1-6-2010                                                                 | Johannesburg                                                             | Australia                                                                | 1 – 0                                                                    | Danimarca                                                                | Amichevole                                                               | -                                                                        | 46’                                                                      |
| 14-6-2010                                                                | Johannesburg                                                             | Paesi Bassi                                                              | 2 – 0                                                                    | Danimarca                                                                | Mondiali 2010 - 1º turno                                                 | -                                                                        | 73’                                                                      |
| 24-6-2010                                                                | Rustenburg                                                               | Danimarca                                                                | 1 – 3                                                                    | Giappone                                                                 | Mondiali 2010 - 1º turno                                                 | -                                                                        | 63’                                                                      |
| 11-8-2010                                                                | Copenaghen                                                               | Danimarca                                                                | 2 – 2                                                                    | Germania                                                                 | Amichevole                                                               | -                                                                        |                                                                          |
| 7-9-2010                                                                 | Copenaghen                                                               | Danimarca                                                                | 1 – 0                                                                    | Islanda                                                                  | Qual. Euro 2012                                                          | -                                                                        | 56’                                                                      |
| 8-10-2010                                                                | Porto                                                                    | Portogallo                                                               | 3 – 1                                                                    | Danimarca                                                                | Qual. Euro 2012                                                          | -                                                                        | 58’                                                                      |
| 12-10-2010                                                               | Copenaghen                                                               | Danimarca                                                                | 2 – 0                                                                    | Cipro                                                                    | Qual. Euro 2012                                                          | -                                                                        | 65’                                                                      |
| 17-11-2010                                                               | Aarhus                                                                   | Danimarca                                                                | 0 – 0                                                                    | Rep. Ceca                                                                | Amichevole                                                               | -                                                                        | 76’                                                                      |
| 9-2-2011                                                                 | Copenaghen                                                               | Danimarca                                                                | 1 – 2                                                                    | Inghilterra                                                              | Amichevole                                                               | -                                                                        |                                                                          |
| 26-3-2011                                                                | Oslo                                                                     | Norvegia                                                                 | 1 – 1                                                                    | Danimarca                                                                | Qual. Euro 2012                                                          | -                                                                        |                                                                          |
| 29-3-2011                                                                | Trnava                                                                   | Slovacchia                                                               | 1 – 2                                                                    | Danimarca                                                                | Amichevole                                                               | -                                                                        | 61’                                                                      |
| 4-6-2011                                                                 | Reykjavík                                                                | Islanda                                                                  | 0 – 2                                                                    | Danimarca                                                                | Qual. Euro 2012                                                          | 1                                                                        |                                                                          |
| 10-8-2011                                                                | Glasgow                                                                  | Scozia                                                                   | 2 – 1                                                                    | Danimarca                                                                | Amichevole                                                               | 1                                                                        |                                                                          |
| 6-9-2011                                                                 | Copenaghen                                                               | Danimarca                                                                | 2 – 0                                                                    | Norvegia                                                                 | Qual. Euro 2012                                                          | -                                                                        |                                                                          |
| 7-10-2011                                                                | Nicosia                                                                  | Cipro                                                                    | 1 – 4                                                                    | Danimarca                                                                | Qual. Euro 2012                                                          | -                                                                        |                                                                          |
| 11-10-2011                                                               | Copenaghen                                                               | Danimarca                                                                | 2 – 1                                                                    | Portogallo                                                               | Qual. Euro 2012                                                          | -                                                                        |                                                                          |
| 11-11-2011                                                               | Copenaghen                                                               | Danimarca                                                                | 2 – 0                                                                    | Svezia                                                                   | Amichevole                                                               | -                                                                        | 57’                                                                      |
| 15-11-2011                                                               | Esbjerg                                                                  | Danimarca                                                                | 2 – 1                                                                    | Finlandia                                                                | Amichevole                                                               | -                                                                        | 70’                                                                      |
| 29-2-2012                                                                | Copenaghen                                                               | Danimarca                                                                | 0 – 2                                                                    | Russia                                                                   | Amichevole                                                               | -                                                                        | 67’                                                                      |
| 26-5-2012                                                                | Amburgo                                                                  | Danimarca                                                                | 1 – 3                                                                    | Brasile                                                                  | Amichevole                                                               | -                                                                        | 62’                                                                      |
| 2-6-2012                                                                 | Copenaghen                                                               | Danimarca                                                                | 2 – 0                                                                    | Australia                                                                | Amichevole                                                               | -                                                                        | 46’                                                                      |
| 9-6-2012                                                                 | Charkiv                                                                  | Paesi Bassi                                                              | 0 – 1                                                                    | Danimarca                                                                | Euro 2012 - 1º turno                                                     | -                                                                        | 74’                                                                      |
| 13-6-2012                                                                | Leopoli                                                                  | Danimarca                                                                | 2 – 3                                                                    | Portogallo                                                               | Euro 2012 - 1º turno                                                     | -                                                                        |                                                                          |
| 17-6-2012                                                                | Leopoli                                                                  | Danimarca                                                                | 1 – 2                                                                    | Germania                                                                 | Euro 2012 - 1º turno                                                     | -                                                                        |                                                                          |
| 15-8-2012                                                                | Odense                                                                   | Danimarca                                                                | 1 – 3                                                                    | Slovacchia                                                               | Amichevole                                                               | -                                                                        | 46’                                                                      |
| 8-9-2012                                                                 | Copenaghen                                                               | Danimarca                                                                | 0 – 0                                                                    | Rep. Ceca                                                                | Qual. Mondiali 2014                                                      | -                                                                        |                                                                          |
| 12-10-2012                                                               | Sofia                                                                    | Bulgaria                                                                 | 1 – 1                                                                    | Danimarca                                                                | Qual. Mondiali 2014                                                      | -                                                                        | 90+2’                                                                    |
| 16-10-2012                                                               | Milano                                                                   | Italia                                                                   | 3 – 1                                                                    | Danimarca                                                                | Qual. Mondiali 2014                                                      | -                                                                        |                                                                          |
| 14-11-2012                                                               | Istanbul                                                                 | Turchia                                                                  | 1 – 1                                                                    | Danimarca                                                                | Amichevole                                                               | -                                                                        |                                                                          |
| 6-2-2013                                                                 | Skopje                                                                   | Macedonia                                                                | 3 – 0                                                                    | Danimarca                                                                | Amichevole                                                               | -                                                                        | 53’                                                                      |
| 22-3-2013                                                                | Olomouc                                                                  | Rep. Ceca                                                                | 0 – 3                                                                    | Danimarca                                                                | Qual. Mondiali 2014                                                      | -                                                                        |                                                                          |
| 26-3-2013                                                                | Copenaghen                                                               | Danimarca                                                                | 1 – 1                                                                    | Bulgaria                                                                 | Qual. Mondiali 2014                                                      | -                                                                        |                                                                          |
| 5-6-2013                                                                 | Aalborg                                                                  | Danimarca                                                                | 2 – 1                                                                    | Georgia                                                                  | Amichevole                                                               | 1                                                                        |                                                                          |
| 11-6-2013                                                                | Copenaghen                                                               | Danimarca                                                                | 0 – 4                                                                    | Armenia                                                                  | Qual. Mondiali 2014                                                      | -                                                                        |                                                                          |
| 14-8-2013                                                                | Danzica                                                                  | Polonia                                                                  | 3 – 2                                                                    | Danimarca                                                                | Amichevole                                                               | 1                                                                        |                                                                          |
| 6-9-2013                                                                 | Ta' Qali                                                                 | Malta                                                                    | 1 – 2                                                                    | Danimarca                                                                | Qual. Mondiali 2014                                                      | -                                                                        |                                                                          |
| 10-9-2013                                                                | Erevan                                                                   | Armenia                                                                  | 0 – 1                                                                    | Danimarca                                                                | Qual. Mondiali 2014                                                      | -                                                                        |                                                                          |
| 11-10-2013                                                               | Copenaghen                                                               | Danimarca                                                                | 2 – 2                                                                    | Italia                                                                   | Qual. Mondiali 2014                                                      | -                                                                        |                                                                          |
| 15-10-2013                                                               | Copenaghen                                                               | Danimarca                                                                | 6 – 0                                                                    | Malta                                                                    | Qual. Mondiali 2014                                                      | -                                                                        | 53’                                                                      |
| 15-11-2013                                                               | Herning                                                                  | Danimarca                                                                | 2 – 1                                                                    | Norvegia                                                                 | Amichevole                                                               | -                                                                        | 41’                                                                      |
| 22-5-2014                                                                | Debrecen                                                                 | Ungheria                                                                 | 2 – 2                                                                    | Danimarca                                                                | Amichevole                                                               | 1                                                                        |                                                                          |
| 28-5-2014                                                                | Copenaghen                                                               | Danimarca                                                                | 1 – 0                                                                    | Svezia                                                                   | Amichevole                                                               | -                                                                        | 51’                                                                      |
| 3-9-2014                                                                 | Odense                                                                   | Danimarca                                                                | 1 – 2                                                                    | Turchia                                                                  | Amichevole                                                               | -                                                                        | 46’                                                                      |
| 7-9-2014                                                                 | Copenaghen                                                               | Danimarca                                                                | 2 – 1                                                                    | Armenia                                                                  | Qual. Euro 2016                                                          | -                                                                        |                                                                          |
| 11-10-2014                                                               | Elbasan                                                                  | Albania                                                                  | 1 – 1                                                                    | Danimarca                                                                | Qual. Euro 2016                                                          | -                                                                        |                                                                          |
| 14-10-2014                                                               | Copenaghen                                                               | Danimarca                                                                | 0 – 1                                                                    | Portogallo                                                               | Qual. Euro 2016                                                          | -                                                                        | 84’                                                                      |
| 14-11-2014                                                               | Belgrado                                                                 | Serbia                                                                   | 1 – 3                                                                    | Danimarca                                                                | Qual. Euro 2016                                                          | -                                                                        |                                                                          |
| 25-3-2015                                                                | Aarhus                                                                   | Danimarca                                                                | 3 – 2                                                                    | Stati Uniti                                                              | Amichevole                                                               | -                                                                        | cap. 46’                                                                 |
| 29-3-2015                                                                | Saint-Étienne                                                            | Francia                                                                  | 2 – 0                                                                    | Danimarca                                                                | Amichevole                                                               | -                                                                        | 83’                                                                      |
| 8-6-2015                                                                 | Viborg                                                                   | Danimarca                                                                | 2 – 1                                                                    | Montenegro                                                               | Amichevole                                                               | 1                                                                        | 81’                                                                      |
| 13-6-2015                                                                | Copenaghen                                                               | Danimarca                                                                | 2 – 0                                                                    | Serbia                                                                   | Qual. Euro 2016                                                          | -                                                                        |                                                                          |
| 8-10-2015                                                                | Braga                                                                    | Portogallo                                                               | 1 – 0                                                                    | Danimarca                                                                | Qual. Euro 2016                                                          | -                                                                        | 43’ 82’                                                                  |
| 11-10-2015                                                               | Copenaghen                                                               | Danimarca                                                                | 1 – 2                                                                    | Francia                                                                  | Amichevole                                                               | -                                                                        | 61’                                                                      |
| 14-11-2015                                                               | Solna                                                                    | Svezia                                                                   | 2 – 1                                                                    | Danimarca                                                                | Qual. Euro 2016                                                          | -                                                                        |                                                                          |
| 17-11-2015                                                               | Copenaghen                                                               | Danimarca                                                                | 2 – 2                                                                    | Svezia                                                                   | Qual. Euro 2016                                                          | -                                                                        |                                                                          |
| 24-3-2016                                                                | Herning                                                                  | Danimarca                                                                | 2 – 1                                                                    | Islanda                                                                  | Amichevole                                                               | -                                                                        | 62’                                                                      |
| 29-3-2016                                                                | Glasgow                                                                  | Scozia                                                                   | 1 – 0                                                                    | Danimarca                                                                | Amichevole                                                               | -                                                                        | 81’                                                                      |
| 3-6-2016                                                                 | Toyota                                                                   | Bosnia ed Erzegovina                                                     | 2 – 2 (4 – 3 dtr)                                                        | Danimarca                                                                | Kirin Cup                                                                | -                                                                        |                                                                          |
| 7-6-2016                                                                 | Suita                                                                    | Danimarca                                                                | 4 – 0                                                                    | Bulgaria                                                                 | Kirin Cup                                                                | 3                                                                        | 86’                                                                      |
| 31-8-2016                                                                | Horsens                                                                  | Danimarca                                                                | 5 – 0                                                                    | Liechtenstein                                                            | Amichevole                                                               | -                                                                        |                                                                          |
| 4-9-2016                                                                 | Copenaghen                                                               | Danimarca                                                                | 1 – 0                                                                    | Armenia                                                                  | Qual. Mondiali 2018                                                      | 1                                                                        |                                                                          |
| 8-10-2016                                                                | Varsavia                                                                 | Polonia                                                                  | 3 – 2                                                                    | Danimarca                                                                | Qual. Mondiali 2018                                                      | -                                                                        | 62’                                                                      |
| 11-10-2016                                                               | Copenaghen                                                               | Danimarca                                                                | 0 – 1                                                                    | Montenegro                                                               | Qual. Mondiali 2018                                                      | -                                                                        |                                                                          |
| 11-11-2016                                                               | Copenaghen                                                               | Danimarca                                                                | 4 – 1                                                                    | Kazakistan                                                               | Qual. Mondiali 2018                                                      | 2                                                                        |                                                                          |
| 26-3-2017                                                                | Cluj-Napoca                                                              | Romania                                                                  | 0 – 0                                                                    | Danimarca                                                                | Qual. Mondiali 2018                                                      | -                                                                        |                                                                          |
| 6-6-2017                                                                 | Brøndby                                                                  | Danimarca                                                                | 1 – 1                                                                    | Germania                                                                 | Amichevole                                                               | 1                                                                        | cap. 65’                                                                 |
| 10-6-2017                                                                | Astana                                                                   | Kazakistan                                                               | 1 – 3                                                                    | Danimarca                                                                | Qual. Mondiali 2018                                                      | 1                                                                        |                                                                          |
| 1-9-2017                                                                 | Copenaghen                                                               | Danimarca                                                                | 4 – 0                                                                    | Polonia                                                                  | Qual. Mondiali 2018                                                      | 1                                                                        |                                                                          |
| 4-9-2017                                                                 | Erevan                                                                   | Armenia                                                                  | 1 – 4                                                                    | Danimarca                                                                | Qual. Mondiali 2018                                                      | 1                                                                        |                                                                          |
| 5-10-2017                                                                | Podgorica                                                                | Montenegro                                                               | 0 – 1                                                                    | Danimarca                                                                | Qual. Mondiali 2018                                                      | 1                                                                        |                                                                          |
| 8-10-2017                                                                | Copenaghen                                                               | Danimarca                                                                | 1 – 1                                                                    | Romania                                                                  | Qual. Mondiali 2018                                                      | 1                                                                        |                                                                          |
| 11-11-2017                                                               | Copenaghen                                                               | Danimarca                                                                | 0 – 0                                                                    | Irlanda                                                                  | Qual. Mondiali 2018                                                      | -                                                                        |                                                                          |
| 14-11-2017                                                               | Dublino                                                                  | Irlanda                                                                  | 1 – 5                                                                    | Danimarca                                                                | Qual. Mondiali 2018                                                      | 3                                                                        |                                                                          |
| 22-3-2018                                                                | Brøndby                                                                  | Danimarca                                                                | 1 – 0                                                                    | Panama                                                                   | Amichevole                                                               | -                                                                        | 64’                                                                      |
| 27-3-2018                                                                | Aalborg                                                                  | Danimarca                                                                | 0 – 0                                                                    | Cile                                                                     | Amichevole                                                               | -                                                                        | 64’                                                                      |
| 9-6-2018                                                                 | Brøndby                                                                  | Danimarca                                                                | 2 – 0                                                                    | Messico                                                                  | Amichevole                                                               | 1                                                                        | 90’                                                                      |
| 16-6-2018                                                                | Saransk                                                                  | Perù                                                                     | 0 – 1                                                                    | Danimarca                                                                | Mondiali 2018 - 1º turno                                                 | -                                                                        |                                                                          |
| 21-6-2018                                                                | Samara                                                                   | Danimarca                                                                | 1 – 1                                                                    | Australia                                                                | Mondiali 2018 - 1º turno                                                 | 1                                                                        |                                                                          |
| 26-6-2018                                                                | Mosca                                                                    | Danimarca                                                                | 0 – 0                                                                    | Francia                                                                  | Mondiali 2018 - 1º turno                                                 | -                                                                        |                                                                          |
| 1-7-2018                                                                 | Nižnij Novgorod                                                          | Croazia                                                                  | 1 – 1 dts (3 – 2 dtr)                                                    | Danimarca                                                                | Mondiali 2018 - Ottavi di finale                                         | -                                                                        |                                                                          |
| 9-9-2018                                                                 | Aarhus                                                                   | Danimarca                                                                | 2 – 0                                                                    | Galles                                                                   | UEFA Nations League 2018-2019 - 1º turno                                 | 2                                                                        |                                                                          |
| 16-11-2018                                                               | Cardiff                                                                  | Galles                                                                   | 1 – 2                                                                    | Danimarca                                                                | UEFA Nations League 2018-2019 - 1º turno                                 | -                                                                        | cap.                                                                     |
| 19-11-2018                                                               | Aarhus                                                                   | Danimarca                                                                | 0 – 0                                                                    | Irlanda                                                                  | UEFA Nations League 2018-2019 - 1º turno                                 | -                                                                        | cap. 46’                                                                 |
| 21-3-2019                                                                | Pristina                                                                 | Kosovo                                                                   | 2 – 2                                                                    | Danimarca                                                                | Amichevole                                                               | 1                                                                        | 60’                                                                      |
| 26-3-2019                                                                | Basilea                                                                  | Svizzera                                                                 | 3 – 3                                                                    | Danimarca                                                                | Qual. Euro 2020                                                          | -                                                                        |                                                                          |
| 7-6-2019                                                                 | Copenaghen                                                               | Danimarca                                                                | 1 – 1                                                                    | Irlanda                                                                  | Qual. Euro 2020                                                          | -                                                                        |                                                                          |
| 10-6-2019                                                                | Copenaghen                                                               | Danimarca                                                                | 5 – 1                                                                    | Georgia                                                                  | Qual. Euro 2020                                                          | 1                                                                        |                                                                          |
| 5-9-2019                                                                 | Gibilterra                                                               | Gibilterra                                                               | 0 – 6                                                                    | Danimarca                                                                | Qual. Euro 2020                                                          | 2                                                                        |                                                                          |
| 8-9-2019                                                                 | Tbilisi                                                                  | Georgia                                                                  | 0 – 0                                                                    | Danimarca                                                                | Qual. Euro 2020                                                          | -                                                                        |                                                                          |
| 12-10-2019                                                               | Copenaghen                                                               | Danimarca                                                                | 1 – 0                                                                    | Svizzera                                                                 | Qual. Euro 2020                                                          | -                                                                        |                                                                          |
| 15-10-2019                                                               | Aalborg                                                                  | Danimarca                                                                | 4 – 0                                                                    | Lussemburgo                                                              | Amichevole                                                               | -                                                                        | 46’                                                                      |
| 15-11-2019                                                               | Copenaghen                                                               | Danimarca                                                                | 6 – 0                                                                    | Gibilterra                                                               | Qual. Euro 2020                                                          | 2                                                                        |                                                                          |
| 18-11-2019                                                               | Dublino                                                                  | Irlanda                                                                  | 1 – 1                                                                    | Danimarca                                                                | Qual. Euro 2020                                                          | -                                                                        |                                                                          |
| 5-9-2020                                                                 | Copenaghen                                                               | Danimarca                                                                | 0 – 2                                                                    | Belgio                                                                   | UEFA Nations League 2020-2021 - 1º turno                                 | -                                                                        |                                                                          |
| 8-9-2020                                                                 | Copenaghen                                                               | Danimarca                                                                | 0 – 0                                                                    | Inghilterra                                                              | UEFA Nations League 2020-2021 - 1º turno                                 | -                                                                        |                                                                          |
| 7-10-2020                                                                | Herning                                                                  | Danimarca                                                                | 4 – 0                                                                    | Fær Øer                                                                  | Amichevole                                                               | 1                                                                        | 72’                                                                      |
| 11-10-2020                                                               | Reykjavík                                                                | Islanda                                                                  | 0 – 3                                                                    | Danimarca                                                                | UEFA Nations League 2020-2021 - 1º turno                                 | 1                                                                        |                                                                          |
| 14-10-2020                                                               | Londra                                                                   | Inghilterra                                                              | 0 – 1                                                                    | Danimarca                                                                | UEFA Nations League 2020-2021 - 1º turno                                 | 1                                                                        |                                                                          |
| 11-11-2020                                                               | Brøndby                                                                  | Danimarca                                                                | 2 – 0                                                                    | Svezia                                                                   | Amichevole                                                               | -                                                                        | cap. 46’                                                                 |
| 15-11-2020                                                               | Copenaghen                                                               | Danimarca                                                                | 2 – 1                                                                    | Islanda                                                                  | UEFA Nations League 2020-2021 - 1º turno                                 | 2                                                                        |                                                                          |
| 18-11-2020                                                               | Lovanio                                                                  | Belgio                                                                   | 4 – 2                                                                    | Danimarca                                                                | UEFA Nations League 2020-2021 - 1º turno                                 | -                                                                        |                                                                          |
| 25-3-2021                                                                | Tel Aviv                                                                 | Israele                                                                  | 0 – 2                                                                    | Danimarca                                                                | Qual. Mondiali 2022                                                      | -                                                                        |                                                                          |
| 28-3-2021                                                                | Herning                                                                  | Danimarca                                                                | 8 – 0                                                                    | Moldavia                                                                 | Qual. Mondiali 2022                                                      | -                                                                        | 77’                                                                      |
| 31-3-2021                                                                | Vienna                                                                   | Austria                                                                  | 0 – 4                                                                    | Danimarca                                                                | Qual. Mondiali 2022                                                      | -                                                                        |                                                                          |
| 2-6-2021                                                                 | Innsbruck                                                                | Germania                                                                 | 1 – 1                                                                    | Danimarca                                                                | Amichevole                                                               | -                                                                        |                                                                          |
| 6-6-2021                                                                 | Brøndbyvester                                                            | Danimarca                                                                | 2 – 0                                                                    | Bosnia ed Erzegovina                                                     | Amichevole                                                               | -                                                                        | 59’                                                                      |
| 12-6-2021                                                                | Copenaghen                                                               | Danimarca                                                                | 0 – 1                                                                    | Finlandia                                                                | Euro 2020 - 1º turno                                                     | -                                                                        | 43’                                                                      |
| 26-3-2022                                                                | Amsterdam                                                                | Paesi Bassi                                                              | 4 – 2                                                                    | Danimarca                                                                | Amichevole                                                               | 1                                                                        | 46’                                                                      |
| 29-3-2022                                                                | Copenaghen                                                               | Danimarca                                                                | 3 – 0                                                                    | Serbia                                                                   | Amichevole                                                               | 1                                                                        | cap. 79’                                                                 |
| 3-6-2022                                                                 | Saint-Denis                                                              | Francia                                                                  | 1 – 2                                                                    | Danimarca                                                                | UEFA Nations League 2022-2023 - 1º turno                                 | -                                                                        |                                                                          |
| 6-6-2022                                                                 | Vienna                                                                   | Austria                                                                  | 1 – 2                                                                    | Danimarca                                                                | UEFA Nations League 2022-2023 - 1º turno                                 | -                                                                        |                                                                          |
| 10-6-2022                                                                | Copenaghen                                                               | Danimarca                                                                | 0 – 1                                                                    | Croazia                                                                  | UEFA Nations League 2022-2023 - 1º turno                                 | -                                                                        | cap.                                                                     |
| 13-6-2022                                                                | Copenaghen                                                               | Danimarca                                                                | 2 – 0                                                                    | Austria                                                                  | UEFA Nations League 2022-2023 - 1º turno                                 | -                                                                        | 76’                                                                      |
| 22-9-2022                                                                | Zagabria                                                                 | Croazia                                                                  | 2 – 1                                                                    | Danimarca                                                                | UEFA Nations League 2022-2023 - 1º turno                                 | 1                                                                        |                                                                          |
| 25-9-2022                                                                | Copenaghen                                                               | Danimarca                                                                | 2 – 0                                                                    | Francia                                                                  | UEFA Nations League 2022-2023 - 1º turno                                 | -                                                                        |                                                                          |
| 22-11-2022                                                               | Al Rayyan                                                                | Danimarca                                                                | 0 – 0                                                                    | Tunisia                                                                  | Mondiali 2022 - 1º turno                                                 | -                                                                        |                                                                          |
| 26-11-2022                                                               | Doha                                                                     | Francia                                                                  | 2 – 1                                                                    | Danimarca                                                                | Mondiali 2022 - 1º turno                                                 | -                                                                        |                                                                          |
| 30-11-2022                                                               | Al Wakrah                                                                | Australia                                                                | 1 – 0                                                                    | Danimarca                                                                | Mondiali 2022 - 1º turno                                                 | -                                                                        | cap.                                                                     |
| 16-6-2023                                                                | Copenaghen                                                               | Danimarca                                                                | 1 – 0                                                                    | Irlanda del Nord                                                         | Qual. Euro 2024                                                          | -                                                                        |                                                                          |
| 19-6-2023                                                                | Lubiana                                                                  | Slovenia                                                                 | 1 – 1                                                                    | Danimarca                                                                | Qual. Euro 2024                                                          | -                                                                        |                                                                          |
| 7-9-2023                                                                 | Copenaghen                                                               | Danimarca                                                                | 4 – 0                                                                    | San Marino                                                               | Qual. Euro 2024                                                          | 1                                                                        |                                                                          |
| 10-9-2023                                                                | Helsinki                                                                 | Finlandia                                                                | 0 – 1                                                                    | Danimarca                                                                | Qual. Euro 2024                                                          | -                                                                        |                                                                          |
| 14-10-2023                                                               | Copenaghen                                                               | Danimarca                                                                | 3 – 1                                                                    | Kazakistan                                                               | Qual. Euro 2024                                                          | -                                                                        |                                                                          |
| 17-10-2023                                                               | Serravalle                                                               | San Marino                                                               | 1 – 2                                                                    | Danimarca                                                                | Qual. Euro 2024                                                          | -                                                                        |                                                                          |
| 23-3-2024                                                                | Copenaghen                                                               | Danimarca                                                                | 0 – 0                                                                    | Svizzera                                                                 | Amichevole                                                               | -                                                                        |                                                                          |
| 26-3-2024                                                                | Brøndbyvester                                                            | Danimarca                                                                | 2 – 0                                                                    | Fær Øer                                                                  | Amichevole                                                               | -                                                                        | 46’                                                                      |
| 5-6-2024                                                                 | Copenaghen                                                               | Danimarca                                                                | 2 – 1                                                                    | Svezia                                                                   | Amichevole                                                               | 1                                                                        |                                                                          |
| 8-6-2024                                                                 | Brøndbyvester                                                            | Danimarca                                                                | 3 – 1                                                                    | Norvegia                                                                 | Amichevole                                                               | -                                                                        | 63’                                                                      |
| 16-6-2024                                                                | Stoccarda                                                                | Slovenia                                                                 | 1 – 1                                                                    | Danimarca                                                                | Euro 2024 - 1º turno                                                     | 1                                                                        |                                                                          |
| 20-6-2024                                                                | Francoforte sul Meno                                                     | Danimarca                                                                | 1 – 1                                                                    | Inghilterra                                                              | Euro 2024 - 1º turno                                                     | -                                                                        | 82’                                                                      |
| 25-6-2024                                                                | Monaco di Baviera                                                        | Danimarca                                                                | 0 – 0                                                                    | Serbia                                                                   | Euro 2024 - 1º turno                                                     | -                                                                        | 88’                                                                      |
| 29-6-2024                                                                | Dortmund                                                                 | Germania                                                                 | 2 – 0                                                                    | Danimarca                                                                | Euro 2024 - Ottavi di finale                                             | -                                                                        |                                                                          |
| 5-9-2024                                                                 | Copenaghen                                                               | Danimarca                                                                | 2 – 0                                                                    | Svizzera                                                                 | UEFA Nations League 2024-2025 - 1º turno                                 | -                                                                        | 62’                                                                      |
| 8-9-2024                                                                 | Copenaghen                                                               | Danimarca                                                                | 2 – 0                                                                    | Serbia                                                                   | UEFA Nations League 2024-2025 - 1º turno                                 | -                                                                        | 68’                                                                      |
| 12-10-2024                                                               | Murcia                                                                   | Spagna                                                                   | 1 – 0                                                                    | Danimarca                                                                | UEFA Nations League 2024-2025 - 1º turno                                 | -                                                                        | 73’                                                                      |
| 15-10-2024                                                               | San Gallo                                                                | Svizzera                                                                 | 2 – 2                                                                    | Danimarca                                                                | UEFA Nations League 2024-2025 - 1º turno                                 | 1                                                                        |                                                                          |
| 15-11-2024                                                               | Copenaghen                                                               | Danimarca                                                                | 1 – 2                                                                    | Spagna                                                                   | UEFA Nations League 2024-2025 - 1º turno                                 | -                                                                        | 79’                                                                      |
| 18-11-2024                                                               | Leskovac                                                                 | Serbia                                                                   | 0 – 0                                                                    | Danimarca                                                                | UEFA Nations League 2024-2025 - 1º turno                                 | -                                                                        | cap.                                                                     |
| 20-3-2025                                                                | Copenaghen                                                               | Danimarca                                                                | 1 – 0                                                                    | Portogallo                                                               | UEFA Nations League 2024-2025 - Quarti di finale                         | -                                                                        | 86’                                                                      |
| 23-3-2025                                                                | Lisbona                                                                  | Portogallo                                                               | 5 – 2 dts                                                                | Danimarca                                                                | UEFA Nations League 2024-2025 - Quarti di finale                         | 1                                                                        | 50’ 83’                                                                  |
| 7-6-2025                                                                 | Copenaghen                                                               | Danimarca                                                                | 2 – 1                                                                    | Irlanda del Nord                                                         | Amichevole                                                               | 1                                                                        | 80’                                                                      |
| 10-6-2025                                                                | Odense                                                                   | Danimarca                                                                | 5 – 0                                                                    | Lituania                                                                 | Amichevole                                                               | 1                                                                        |                                                                          |
| Totale                                                                   |                                                                          | Presenze (1º posto)                                                      | 144                                                                      |                                                                          | Reti (3º posto)                                                          | 46                                                                       |                                                                          |

| Cronologia completa delle presenze e delle reti in nazionale ― Danimarca under 21 | Cronologia completa delle presenze e delle reti in nazionale ― Danimarca under 21 | Cronologia completa delle presenze e delle reti in nazionale ― Danimarca under 21 | Cronologia completa delle presenze e delle reti in nazionale ― Danimarca under 21 | Cronologia completa delle presenze e delle reti in nazionale ― Danimarca under 21 | Cronologia completa delle presenze e delle reti in nazionale ― Danimarca under 21 | Cronologia completa delle presenze e delle reti in nazionale ― Danimarca under 21 | Cronologia completa delle presenze e delle reti in nazionale ― Danimarca under 21 |
| Data                                                                              | Città                                                                             | In casa                                                                           | Risultato                                                                         | Ospiti                                                                            | Competizione                                                                      | Reti                                                                              | Note                                                                              |
| --------------------------------------------------------------------------------- | --------------------------------------------------------------------------------- | --------------------------------------------------------------------------------- | --------------------------------------------------------------------------------- | --------------------------------------------------------------------------------- | --------------------------------------------------------------------------------- | --------------------------------------------------------------------------------- | --------------------------------------------------------------------------------- |
| 11-6-2011                                                                         | Aalborg                                                                           | Danimarca under 21                                                                | 0 – 1                                                                             | Svizzera under 21                                                                 | Europeo Under-21 2011 - 1º turno                                                  | -                                                                                 |                                                                                   |
| 14-6-2011                                                                         | Aarhus                                                                            | Danimarca under 21                                                                | 2 – 1                                                                             | Bielorussia under 21                                                              | Europeo Under-21 2011 - 1º turno                                                  | 1                                                                                 |                                                                                   |
| 18-6-2011                                                                         | Aalborg                                                                           | Islanda under 21                                                                  | 3 – 1                                                                             | Danimarca under 21                                                                | Europeo Under-21 2011 - 1º turno                                                  | -                                                                                 |                                                                                   |
| Totale                                                                            |                                                                                   | Presenze                                                                          | 3                                                                                 |                                                                                   | Reti                                                                              | 1                                                                                 |                                                                                   |

## Palmarès

### Club
- Coppa dei Paesi Bassi: 1

Ajax: 2009-2010
- Campionato olandese: 3

Ajax: 2010-2011, 2011-2012, 2012-2013
- Supercoppa dei Paesi Bassi: 1

Ajax: 2013
- Campionato italiano: 1

Inter: 2020-2021
- Coppa di Lega inglese: 1

Manchester United: 2022-2023
- Coppa d'Inghilterra: 1

Manchester United: 2023-2024

### Individuale
- Miglior talento danese Under-17 dell'anno: 1

2008
- Talento danese dell'anno: 2

2010, 2011
- Miglior talento dell'anno in Eredivisie: 1

2010-2011
- Squadra All-Star dell'Europeo Under-21: 1

Danimarca 2011
- Calciatore danese dell'anno (TV2 e DBU): 4

2011, 2013, 2014, 2017
- Calciatore danese dell'anno (SPFO): 4

2013, 2014, 2015, 2018
- Squadra dell'anno della PFA: 1

2017-2018
- Laureus World Sports Awards: 1

Ritorno dell'anno: 2023